# Panaria-Fiordo/2002
Deze pagina geeft een overzicht van de Panaria-Fiordo-wielerploeg in 2002.

## Algemene gegevens
Sponsors: Panaria, Fiordo
Algemeen manager: Roberto Reverberi
Ploegleider: Bruno Reverberi, Renato Brugaglia
Fietsmerk: Battaglin

## Renners
| Naam                  | Geboortedatum | Nationaliteit | Ploeg 2001                   |
| --------------------- | ------------- | ------------- | ---------------------------- |
| Claudio Bartoli       | 11-10-1979    | Italië        | Stagiair                     |
| Graeme Brown          | 09-04-1979    | Australië     | Neo                          |
| Nicola Chesini        | 18-01-1974    | Italië        | Tacconi Sport-Vini Caldirola |
| Enrico Degano         | 11-03-1976    | Italië        |                              |
| Volodymyr Doema       | 02-03-1972    | Oekraïne      |                              |
| Giuliano Figueras     | 24-01-1976    | Italië        |                              |
| Fabio Gilioli         | 02-12-1979    | Italië        | Stagiair                     |
| Stefano Guerrini      | 31-03-1978    | Italië        |                              |
| Serhij Matvjejev      | 29-01-1975    | Oekraïne      |                              |
| Nathan O'Neill        | 23-11-1974    | Australië     |                              |
| Cristiano Parrinello* | 28-05-1978    | Italië        |                              |
| Julio Alberto Pérez   | 30-07-1977    | Mexico        |                              |
| Filippo Perfetto      | 26-01-1976    | Italië        |                              |
| Domenico Romano       | 29-09-1975    | Italië        |                              |
| Jawhen Senjoesjkin    | 18-04-1977    | Wit-Rusland   |                              |
| Antonio Varriale*     | 01-03-1974    | Italië        |                              |
| Faat Zakirov          | 03-01-1974    | Rusland       | Amore & Vita-Beretta         |

* Parinello stopte vanwege een rugblessure op 10 maart met professioneel wielrennen, Variale werd in mei betrapt op de verkoop van doping en werd op non-actief gesteld.

## Overwinningen
| Ronde van Langkawi 3e etappe: Enrico Degano 6e etappe: Graeme Brown 10e etappe: Graeme Brown Ronde van Italië 13e etappe: Julio Alberto Pérez 16e etappe: Julio Alberto Pérez Bergklassement: Julio Alberto Pérez Nationale kampioenschappen Australië - tijdrit: Nathan O'Neill GP Industria & Commercio di Prato Winnaar: Volodymyr Doema |

## Teams

### Ronde van Langkawi
1 februari–10 februari
- [51.] Nathan O'Neill
- [52.] Nicola Chesini
- [53.] Enrico Degano
- [54.] Stefano Guerrini
- [55.] Serhij Matvjejev
- [56.] Graeme Brown
- [57.] Cristiano Parrinello

### Ronde van Italië
11 mei–2 juni
- [31.] Graeme Brown
- [32.] Julio Alberto Pérez
- [33.] Faat Zakirov
- [34.] Serhij Matvjejev
- [35.] Volodymyr Doema
- [36.] Nicola Chesini
- [37.] Filippo Perfetto
- [38.] Jawhen Senjoesjkin
- [39.] Enrico Degano

2000 · 2001 · 2002 · 2003 · 2004 · 2005 · 2006 · 2007 · 2008 · 2009 · 2010 · 2011 · 2012 · 2013 · 2014 · 2015 · 2016 · 2017 · 2018 · 2019 · 2020 · 2021 · 2022 · 2023 · 2024 · 2025